# 邱文華
邱文華（英語：Ivan Yau Man Wa，1964年10月18日—），香港有線新聞、無綫新聞、now新聞台、澳廣視前主播及記者，現職信和集團社區事務總經理。

## 早年
邱文華於慈雲山邨長大，兩歲時生父因重病離世，故據街坊說他隨繼父姓邱。其高中時曾短暫居住在觀塘順利邨，中學就讀於伊利沙伯中學，但成績欠佳，於中學會考附加數學更得到H(8)級，開創了該校的最差紀錄。繼父在他中五畢業後花了1.9百萬港元送邱文華前住澳洲重讀兩年高中，返港後於香港教育學院就讀大專。

## 職業生涯
畢業後在保良局朱敬文中學、觀塘官立工業中學任教。及後離職，於香港中文大學崇基學院心理系完成學士課程。1993年起於有線電視新聞台擔任主播，1995年轉職無綫電視新聞部擔任主播及記者。任職無綫電視期間，曾報道《午間新聞》、《六點半新聞報道》及《晚間新聞》。當中，香港主權移交、英國黛安娜王妃逝世及七一大遊行等特別新聞報導由邱文華擔任主播。
邱於2005年10月於無綫新聞辭職並轉職至市區重建局（其《六點半新聞報道》的主播崗位由許方輝接替）。他亦為當局的電視廣告和宣傳片段錄音，並擔任刊物主編。
邱文華於3年後已離開市建局，在陳凱欣安排下轉往電訊盈科媒體有限公司出任顧問，主力財經新聞節目，2009年元旦開始，陳凱欣又安排邱文華主持now新聞台時事評論節目《大鳴大放》，2010年4月邱文華離開now新聞台，轉職澳廣視新聞部，但他於9月離職。後來加入信和集團擔任傳訊部副總經理，於林鄭月娥參選特首時，義務加入其競選辦公室出任公關及傳訊顧問。

## 個人生活
其妻為now寬頻電視前新聞副採訪主任、香港食物及衞生局前政治助理陳凱欣，兩人年齡相距13年。